# John Leslie (fizik)
John Leslie, škotski matematik in fizik, * 10. april 1766, † 3. november 1832.
Leta 1802 je kot prvi opisal kapilarno delovanje in leta 1810 kot prvi umetno ustvaril led (z zračno črpalko).

## Priznanja

### Nagrade
- Rumfordova medalja